# 布瓦夫尔河
布瓦夫尔河（法語：Boivre，法語發音：[bwavʁ]）是法国新阿基坦大区德塞夫勒省与维埃纳省的河流，是克兰河的左支流，长46.1千米。